# 斯洛伐克鄉村博物館
斯洛伐克鄉村博物館是位於斯洛伐克城市馬丁附近的一座露天博物館。博物館創建於1960年，展示了斯洛伐克各地的傳統農村建築及農村生活方式。

## 外部連結
- Museum website （页面存档备份，存于）

1. ↑  SNM-MT — Museum of the Slovak Village Martin （页面存档备份，存于）, Slovak Museums （页面存档备份，存于）, Slovakia.